# I Walk the Line
Pour les articles homonymes, voir I Walk the Line (album), Walk the Line et Walk the Line (chanson).
Singles de Johnny Cash
Folsom Prison Blues
(1955) There You Go
(1956)
I Walk the Line est une chanson écrite par Johnny Cash et enregistrée en 1956. Lors d'une interview, il déclara : « J'ai écrit la chanson en une nuit dans les coulisses, en 1956 à Gladewater (Texas). À cette époque j'étais jeune marié et je suppose que j'écrivis ma promesse de dévotion. »
La chanson est sélectionnée par le Rock and Roll Hall of Fame, en 1995, comme l'une des « 500 chansons qui ont façonné le rock 'n' roll ». En 1998, elle reçoit le Grammy Hall of Fame Award. En 2004, le magazine américain Rolling Stone la classe dans sa liste des « 500 plus grandes chansons de tous les temps », en 30e position. 

## Reprises
La chanson a fait l'objet de reprises par Connie Francis, Dean Martin, The Everly Brothers, Brook Benton, Hank Williams, Jr., Waylon Jennings, Dolly Parton, Garland Jeffreys, Dion, Chris Isaak, Alex Chilton ou Bobby Darin, entre autres.
Bob Dylan interprète la chanson en duo avec Cash en 1969. cette version figure dans l'album  The Bootleg Series Vol. 15: Travelin’ Thru 1967-1969 paru en 2019.
En 2009, Laurent Wolf sort un single contenant un remix de I Walk the Line de Johnny Cash, précédant la sortie de l'album Harmony en 2010.
La chanson est adaptée en français sous le titre Je file droit par Jérôme Attal pour l'album Grand Écran d'Eddy Mitchell, sorti en 2009.

## Dans la culture populaire
En 1970, le film I Walk the Line (Le Pays de la violence) l'utilise comme bande originale.
En 1973, dans la série télévisée Columbo, épisode Le chant du cygne (A swan song), dans lequel joue Johnny Cash.
En 2005, un film biographique sur Johnny Cash, réalisé par James Mangold, prend pour titre le nom de cette chanson : Walk the Line.